# Ntfsresize
ntfsresize là một phần mềm mở cho hệ Unix thay đổi kích cỡ hệ thống tệp NTFS mà không làm mất dữ liệu của các phiên bản Windows NT 4.0, 2000, XP, 2003,  và Vista khi phân vùng đĩa cứng. Tất cả các phiên bản 32-bit và 64-bit đều được hỗ trợ. Kể từ 1.11.2 không cần giải phân mảnh để thay đổi kích cỡ. ntfsresize đi kèm trong gói ntfsprogs, phát triển bởi dự án Linux-NTFS. Nếu không có hệ thống Unix được cài đặt, vẫn có thể chạy ntfsresize trên rất nhiều Live CD.

## Chức năng của ntfsresize
- Tương thích hoàn toàn với các phiên bản NTFS từ Windows NT 3.1 đến Windows Vista
- Không cần giải phân mảnh để sử dụng
- Kiểm tra phân vùng nếu nó bị gắn cờ bad (trong Windows chạy CHKDSK khi khởi động). Nếu không, chương trình sẽ ngừng nếu không thêm tham số—force
- Kiểm tra lỗi cấu trúc
- Kiểm tra nếu Windows đang trong chế độ ngủ đông và sẽ ngừng chạy nếu có

## Liên kết
- Trang chủ ntfsresize Lưu trữ ngày 21 tháng 4 năm 2009 tại Wayback Machine
- Download page at sourceforge
- Windows Vista và ntfsresize Lưu trữ ngày 3 tháng 12 năm 2007 tại Wayback Machine